# Tortella contortifolia
Tortella contortifolia är en bladmossart som beskrevs av Brotherus in Paris 1906. Tortella contortifolia ingår i släktet kalkmossor, och familjen Pottiaceae. Inga underarter finns listade i Catalogue of Life.